# Кулу Ісфандіяр
Кулу Ісфандіяр (перс. کلو اسفندیار‎; помер 1361) — правитель Себзевара з династії Сербедарів.

## Життєпис
Був військовим командувачем за часів правління Ваджіха ад-Дін Масуда й був одним з його головних прибічників. 1346 року очолив державу після повалення та страти Мухаммада Айтимура. Разом з тим, правління Ісфандіяра виявилось нетривалим.